# Eparchia di Ulan-Udė

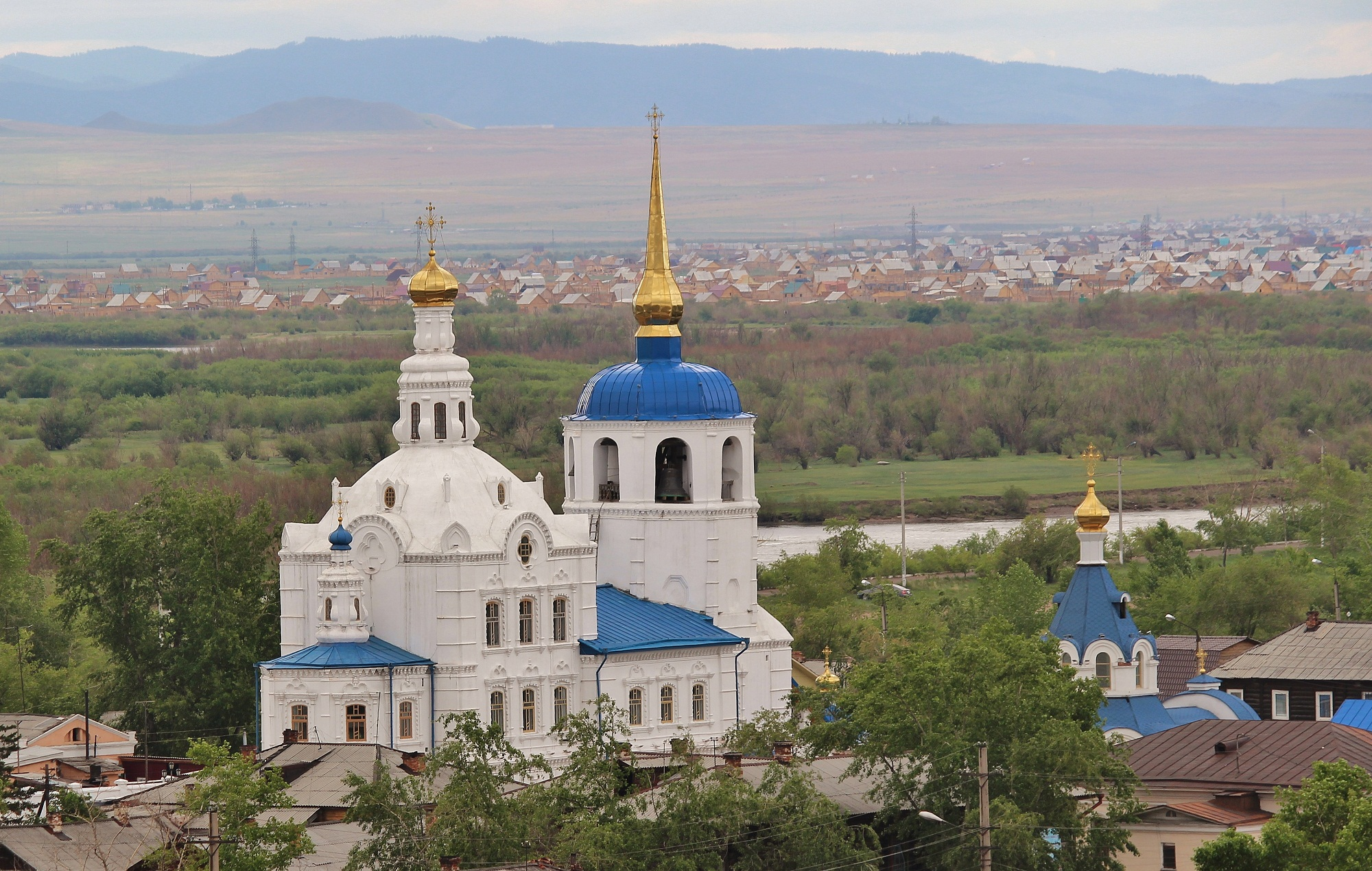
La cattedrale dell'Odigitria di Ulan-Udė.

L'eparchia di Ulan-Udė (in russo: Улан-Удэнская епархия) è una diocesi della Chiesa ortodossa russa, appartenente alla metropolia della Buriazia.

## Territorio
L'eparchia comprende parte della repubblica della Buriazia nel circondario federale dell'Estremo Oriente.
Sede eparchiale è la città di Ulan-Udė, dove si trova la cattedrale dell'Odigitria. L'eparca ha il titolo ufficiale di «metropolita di Ulan-Udė e Buriazia».
Nel 2021 l'eparchia è suddivisa in 9 decanati per un totale di 67 parrocchie.

## Storia
L'eparchia di Ulan-Udė è stata eretta dal Santo Sinodo della Chiesa ortodossa russa il 10 ottobre 2009 separandola dall'eparchia di Čita. Il 5 maggio 2015 ha ceduto una porzione di territorio a vantaggio dell'erezione dell'eparchia di Severobajkal'sk.